# NGC 5010
NGC 5010 (również PGC 45868) – galaktyka spiralna (S0-a), znajdująca się w gwiazdozbiorze Panny. Została odkryta 9 maja 1831 roku przez Johna Herschela.